# بریک‌بیت
برِیک بیت (به انگلیسی: Breakbeat) یک سبک از موسیقی الکترونیک است و ریتم ضربی متمایزی که این سبک نام خود را از آن گرفته‌است، به‌طور معمول از یک الگوی ضربی ۴/۴ ناصاف تشکیل شده‌است. (سازهای ضربی مستقیماً روی ضرب میزان نواخته نمی‌شوند و ریتم آنها متفاوت با ریتم ثابت و یکنواخت موسیقی ترنس، موسیقی هاوس و موسیقی تکنو است)
این ریتم‌ها بر اساس استفاده پرقوت از سنکُپ‌ها و پلی ریتم‌ها شناخته می‌شوند. از خصوصیت‌های بارز برِیک بیت، می‌توان به های-هت‌های مخلوط و در هم ریخته و کیک-درام‌های ضد ضرب اشاره کرد.

## زیرسبک‌ها

### اسید بریکز
در موسیقی الکترونیک، اسید بریکز حاصل در هم آمیختگی بریک بیت، اسید هاوس، اسید تکنو و دیگر شکل‌های موسیقی رقص الکترونیک است. خط کلی درام این سبک بیشتر از سبک بریک بیت الگو برداری شده‌است. یکی از اولین سینث‌سایزر‌های مورد استفاده در موسیقی اسید رولند تی‌بی-۳۰۳ بود که از افکت بم-گذر طنین دار استفاده می‌کرد تا به هارمونی صداهای تولید شده قدرت ببخشد. اولین قطعه در سبک اسید بریکز به زاک بِینی تعلق دارد که در سال ۱۹۸۷ با نام «اسید بریک» منتشر شد.